# Pseudoudoteaceae
Pseudoudoteaceae, biljna porodica iz reda Bryopsidales. pripada joj fosilni rod Hydraea i jedini živi rod Pseudoudotea s ukupno tri priznate vrste

## Rodovi
1. †Hydraea O.Dragastan, D.K.Richter, B.Kube, M.Popa, A.Sarbu & I.Ciugulea
2. Pseudoudotea O.Dragastan, D.K.Richter, B.Kube, M.Popa, A.Sarbu, & I.Ciugulea